# مسجد کفش‌دوزها
مسجد کفش دوزها مربوط به دوره قاجار است و در کاشان، انتهای بازار میانچال، جنب گذر سوراخ ریسمان واقع شده و این اثر در تاریخ ۱۰ خرداد ۱۳۸۲ با شمارهٔ ثبت ۹۰۳۱ به‌عنوان یکی از آثار ملی ایران به ثبت رسیده است.